# Subdivisões da Irlanda do Norte
A Irlanda do Norte está dividida em 26 distritos para fins de admininistração e governo local. Os distritos foram implantados em 1973 para substituir o sistema de condados administrativos criado em 1898.

## História
Um ato do governo local da Irlanda aprovado pelo parlamento do Reino Unido em 1898 (Local Government Act 1898 - 61 & 62 Vict. c. 37) foi o marco inicial para o estabelecimentos de um sistema de governo local na Irlanda (similar ao que fora criado na Grã-Bretanha) e a formação dos condados administrativos e seus estatutos em toda a ilha. Os seis condados administrativos estabelecidos no local da atual Irlanda do Norte, correspodiam exatamente aos condados tradicionais existentes na época. Duas cidades com estatuto de condado (county boroughs), Belfast e Derry também foram criadas. 
No início do século XX, toda a ilha da Irlanda ainda pertencia ao Reino Unido. Por diversas vezes os irlandeses discutiram e lutaram pela independência. Finalmente, em 6 de dezembro de 1921, o Tratado Anglo-Irlandês foi assinado. Nos seus termos, a Irlanda tornou-se um país independente pertencente a comunidade britânica (dominion status), embora tenha sido permitida aos 6 condados do norte de maioria protestante, tomar sua própria decisão. O novo país passou a se chamar Estado Livre da Irlanda (inglês: Irish Free State, gaélico: Saorstát Éireann). Em 12 de dezembro de 1922, os seis condados do norte (atual Irlanda do Norte) votaram e decidiram reverter ao Reino Unido.
A separação da Irlanda do Norte da República da Irlanda, dividiu a províndia histórica do Ulster em duas partes: A maior (com 6 condados na época da separação) é a atual Irlanda do Norte e a menor (3 condados), é atualmente duas partes descontínuas da República da Irlanda. Por conta disto, a Irlanda do Norte é freqüentemente mencionada como Ulster ou província do Reino Unido, estes termos podem causar confusão, uma vez que uma parte da província histórica do Ulster faz parte da República da Irlanda.
O padrão atual de governo local da Irlanda do Norte, com 26 distritos, foi estabelecido em 1973 por 2 atos do governo local da Irlanda do Norte aprovado pelo parlamento do Reino Unido em 1971 e 1972. Este padrão substituiu o sistema de condados administrativos estabelecidos em 1898.

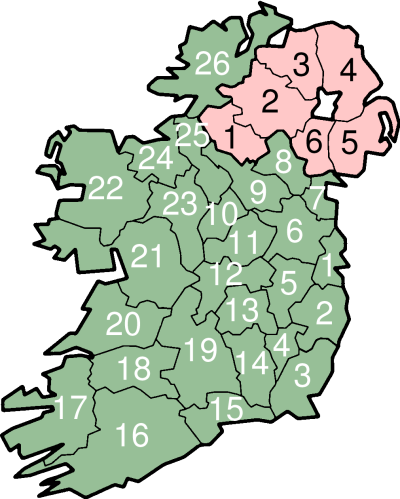
Condados tradicionais e administrativo da Irlanda do Norte (em rosa)

## Condados
Os seis condados tradicionais e antigos condados administrativos da Irlanda do Norte são:
1. Condado de Fermanagh
2. Condado de Tyrone
3. Condado de Derry (ou Londonderry)
4. Condado de Antrim
5. Condado de Down
6. Condado de Armagh

Para fins administrativos, existiam ainda as cidades com estatuto de condado (county-borough), Belfast e Derry.
Os condados administrativos não são mais usados para quaisquer fins de governo local ou administração e continuam sendo usados apenas para alguns fins específicos. Para fins administrativos foram criados em 1973, 26 distritos.

## Distritos
Os 26 distritos da Irlanda do Norte são:
| 1. Antrim 2. Ards 3. Armagh 4. Ballymena 5. Ballymoney 6. Banbridge 7. Belfast 8. Carrickfergus 9. Castlereagh 10. Coleraine 11. Cookstown 12. Craigavon 13. Derry | 1. Down 2. Dungannon e South Tyrone 3. Fermanagh 4. Larne 5. Limavady 6. Lisburn 7. Magherafelt 8. Moyle 9. Newry e Mourne 10. Newtownabbey 11. North Down 12. Omagh 13. Strabane |  |

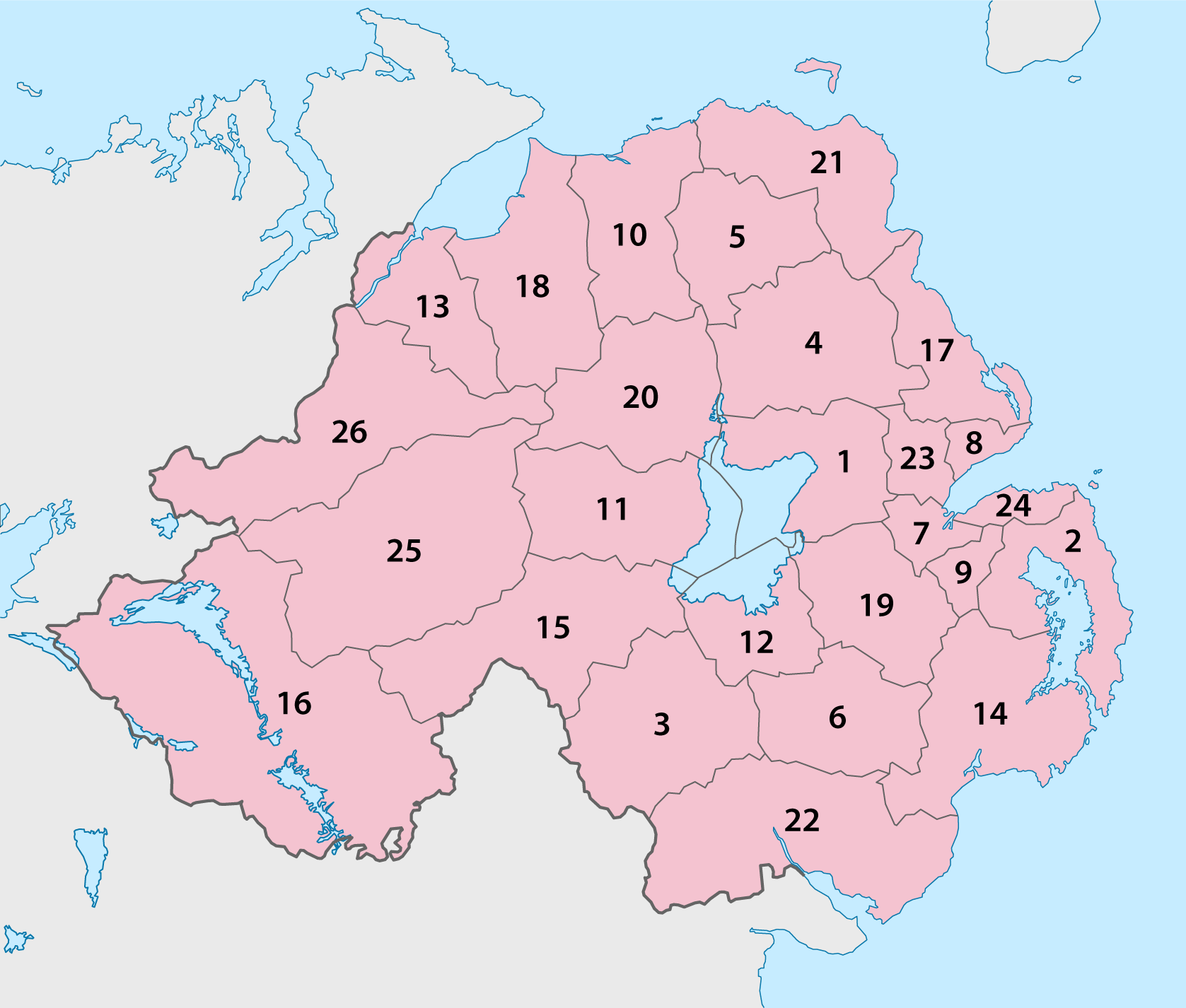
Distritos da Irlanda do Norte

Os limites territoriais dos distritos, não guardam qualquer relação com os limites dos antigos condados, não sendo, portanto, possível subdividir os condados em distritos.